# Cour-et-Buis
Pour les articles homonymes, voir Cour et Buis (homonymie).
Cour-et-Buis est une commune française située dans le département de l'Isère en région Auvergne-Rhône-Alpes.
Les habitants de Cour-et-Buis sont dénommés les Courtois.

## Géographie

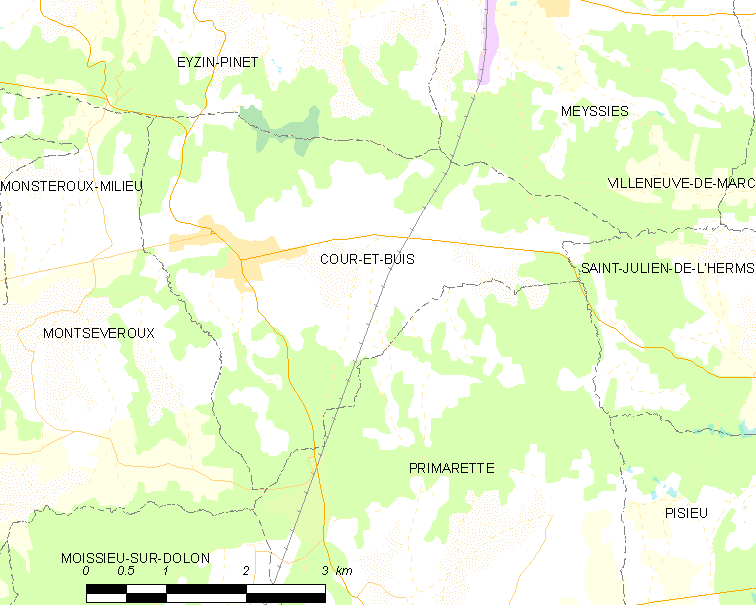
Plan de Cours-et-Buis et des communes limitrophes

### Situation et description
Le village de Cour-et-Buis est situé au nord-ouest du département de l'Isère, sur la RD 538 qui va de Vienne à Beaurepaire, et à environ 15 km de ces deux villes. Le hameau de Buis se trouve à 3 km plus à l'est. La commune est plus précisément placée entre la vallée du Rhône à l'ouest et les terres froides à l'est, dans le secteur de Bièvre-Valloire. À ce titre, elle fait partie de la communauté de communes Entre Bièvre et Rhône.

### Communes limitrophes
| Montseveroux | Eyzin-Pinet  | Meyssiez                |
|              | Cour-et-Buis | Saint-Julien-de-l'Herms |
|              | Primarette   |                         |

### Hydrographie
La commune est traversée par la Varèze, un affluent du Rhône qui prend sa source dans la forêt de Bonnevaux. Elle est bordée dans sa partie occidentale par son affluent, le ruisseau de Barbarin.

### Climat
Pour des articles plus généraux, voir Climat d'Auvergne-Rhône-Alpes et Climat de l'Isère.
En 2010, le climat de la commune est de type climat océanique altéré, selon une étude du Centre national de la recherche scientifique s'appuyant sur une série de données couvrant la période 1971-2000. En 2020, Météo-France publie une typologie des climats de la France métropolitaine dans laquelle la commune est dans une zone de transition entre le climat semi-continental et le climat de montagne et est dans la région climatique  Moyenne vallée du Rhône, caractérisée par un bon ensoleillement en été (fraction d’insolation > 60 %), une forte amplitude thermique annuelle (4 à 20 °C), un air sec en toutes saisons, orageux en été, des vents forts (mistral), une pluviométrie élevée en automne (250 à 300 mm). 
Pour la période 1971-2000, la température annuelle moyenne est de 11,2 °C, avec une amplitude thermique annuelle de 17,8 °C. Le cumul annuel moyen de précipitations est de 998 mm, avec 9,3 jours de précipitations en janvier et 6,5 jours en juillet. Pour la période 1991-2020, la température moyenne annuelle observée sur la station météorologique de Météo-France la plus proche, « Reventin », sur la commune de Reventin-Vaugris à 13 km à vol d'oiseau, est de 12,9 °C et le cumul annuel moyen de précipitations est de 775,7 mm,. Pour l'avenir, les paramètres climatiques de la commune estimés pour 2050 selon différents scénarios d'émission de gaz à effet de serre sont consultables sur un site dédié publié par Météo-France en novembre 2022.

### Voies de communications
Le territoire communal est traversé par la route départementale 37 (RD37).

## Urbanisme

### Typologie
Au 1er janvier 2024, Cour-et-Buis est catégorisée commune rurale à habitat dispersé, selon la nouvelle grille communale de densité à sept niveaux définie par l'Insee en 2022.
Elle est située hors unité urbaine. Par ailleurs la commune fait partie de l'aire d'attraction de Lyon, dont elle est une commune de la couronne,. Cette aire, qui regroupe 397 communes, est catégorisée dans les aires de 700 000 habitants ou plus (hors Paris),.

### Occupation des sols
L'occupation des sols de la commune, telle qu'elle ressort de la base de données européenne d’occupation biophysique des sols Corine Land Cover (CLC), est marquée par l'importance des territoires agricoles (55,3 % en 2018), en augmentation par rapport à 1990 (54,1 %). La répartition détaillée en 2018 est la suivante : 
forêts (40,3 %), prairies (38,3 %), zones agricoles hétérogènes (17 %), zones urbanisées (4,5 %). L'évolution de l’occupation des sols de la commune et de ses infrastructures peut être observée sur les différentes représentations cartographiques du territoire : la carte de Cassini (XVIIIe siècle), la carte d'état-major (1820-1866) et les cartes ou photos aériennes de l'IGN pour la période actuelle (1950 à aujourd'hui).

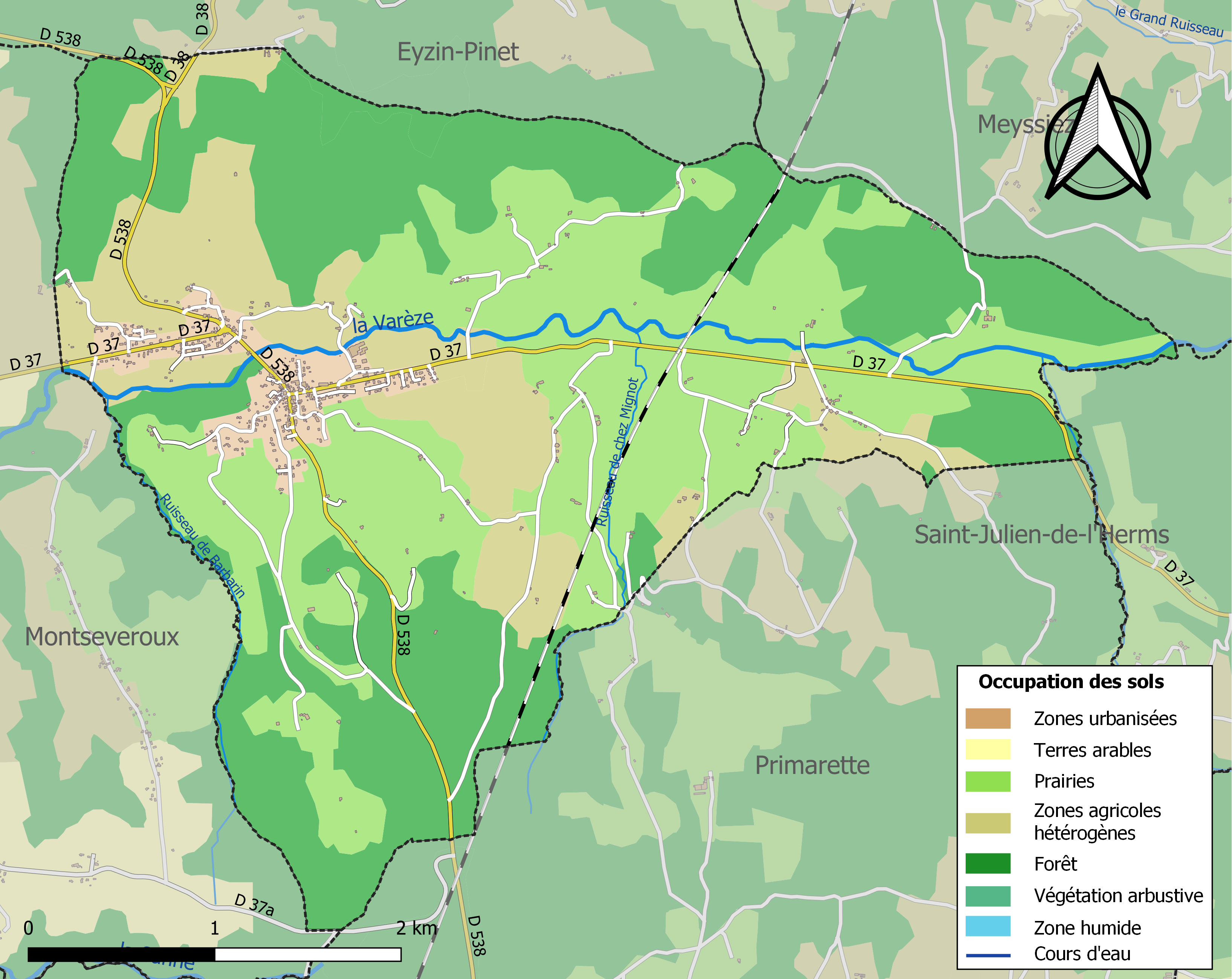
Carte des infrastructures et de l'occupation des sols de la commune en 2018 (CLC).

### Risques naturels et technologiques

#### Risques sismiques
L'ensemble du territoire de la commune de Cour-et-Buis est situé en zone de sismicité n°3 (sur une échelle de 1 à 5), comme la plupart des communes de son secteur géographique.
| Type de zone | Niveau            | Définitions (bâtiment à risque normal) |
| ------------ | ----------------- | -------------------------------------- |
| Zone 3       | Sismicité modérée | accélération = 1,1 m/s2                |

## Toponymie
Il s'agit à l'origine de deux paroisses distinctes, celle de Cour et celle de Buis.

## Histoire

Cour-et-Buis en 1910.

### Préhistoire et Antiquité
Le secteur actuel de la commune de Cour-et-Buis se situe à l'ouest du territoire antique des Allobroges, ensemble de tribus gauloises occupant l'ancienne Savoie, ainsi que la partie du Dauphiné, située au nord de la rivière Isère.

### Époque contemporaine
La commune est créée entre 1790 et 1794 par la fusion de Cour et Buis.

## Politique et administration

### Liste des maires
| Période   | Période   | Identité        | Étiquette | Qualité |
| --------- | --------- | --------------- | --------- | ------- |
| mars 2001 | mars 2008 | Pierre Jourdan  |           |         |
| mars 2008 | mars 2014 | Evelyne Avias   |           |         |
| mars 2014 | En cours  | Jacques Garnier | SE        | Cadre   |

## Population et société

### Démographie
L'évolution du nombre d'habitants est connue à travers les recensements de la population effectués dans la commune depuis 1793. Pour les communes de moins de 10 000 habitants, une enquête de recensement portant sur toute la population est réalisée tous les cinq ans, les populations de référence des années intermédiaires étant quant à elles estimées par interpolation ou extrapolation. Pour la commune, le premier recensement exhaustif entrant dans le cadre du nouveau dispositif a été réalisé en 2008.

En 2022, la commune comptait 926 habitants, en évolution de +8,56 % par rapport à 2016 (Isère : +3,07 %, France hors Mayotte : +2,11 %).
| 1793 | 1800 | 1806 | 1821 | 1831 | 1836 | 1841 | 1846 | 1851 |
| ---- | ---- | ---- | ---- | ---- | ---- | ---- | ---- | ---- |
| 515  | 690  | 752  | 429  | 492  | 616  | 654  | 669  | 648  |

| 1856 | 1861 | 1866 | 1872 | 1876 | 1881 | 1886 | 1891 | 1896 |
| ---- | ---- | ---- | ---- | ---- | ---- | ---- | ---- | ---- |
| 575  | 577  | 595  | 587  | 586  | 596  | 609  | 585  | 597  |

| 1901 | 1906 | 1911 | 1921 | 1926 | 1931 | 1936 | 1946 | 1954 |
| ---- | ---- | ---- | ---- | ---- | ---- | ---- | ---- | ---- |
| 544  | 543  | 542  | 493  | 468  | 451  | 463  | 474  | 440  |

| 1962 | 1968 | 1975 | 1982 | 1990 | 1999 | 2006 | 2008 | 2013 |
| ---- | ---- | ---- | ---- | ---- | ---- | ---- | ---- | ---- |
| 407  | 408  | 424  | 497  | 571  | 726  | 820  | 851  | 850  |

| 2018 | 2022 | - | - | - | - | - | - | - |
| ---- | ---- | - | - | - | - | - | - | - |
| 906  | 926  | - | - | - | - | - | - | - |

### Enseignement
La commune est rattachée à l'académie de Grenoble (Zone A).

### Médias
Presse régionale
Historiquement, le quotidien à grand tirage Le Dauphiné libéré consacre, chaque jour, y compris le dimanche, dans son édition du Nord-Isère, un ou plusieurs articles à l'actualité du canton et quelquefois de la commune, ainsi que des informations sur les éventuelles manifestations locales, les travaux routiers, et autres événements divers à caractère local.

### Cultes
La communauté catholique et l'église de Cour-et-Buis (propriété de la commune) sont desservies par la paroisse Sainte Mère Teresa en Viennois, elle-même rattachée au diocèse de Grenoble-Vienne.

## Culture locale et patrimoine

### Lieux et monuments

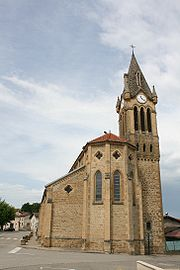
Église Saint-Martin.

- Chapelle de Buis.
- Ancienne école primaire de Buis.
- Église Saint-Martin.

### Patrimoine naturel

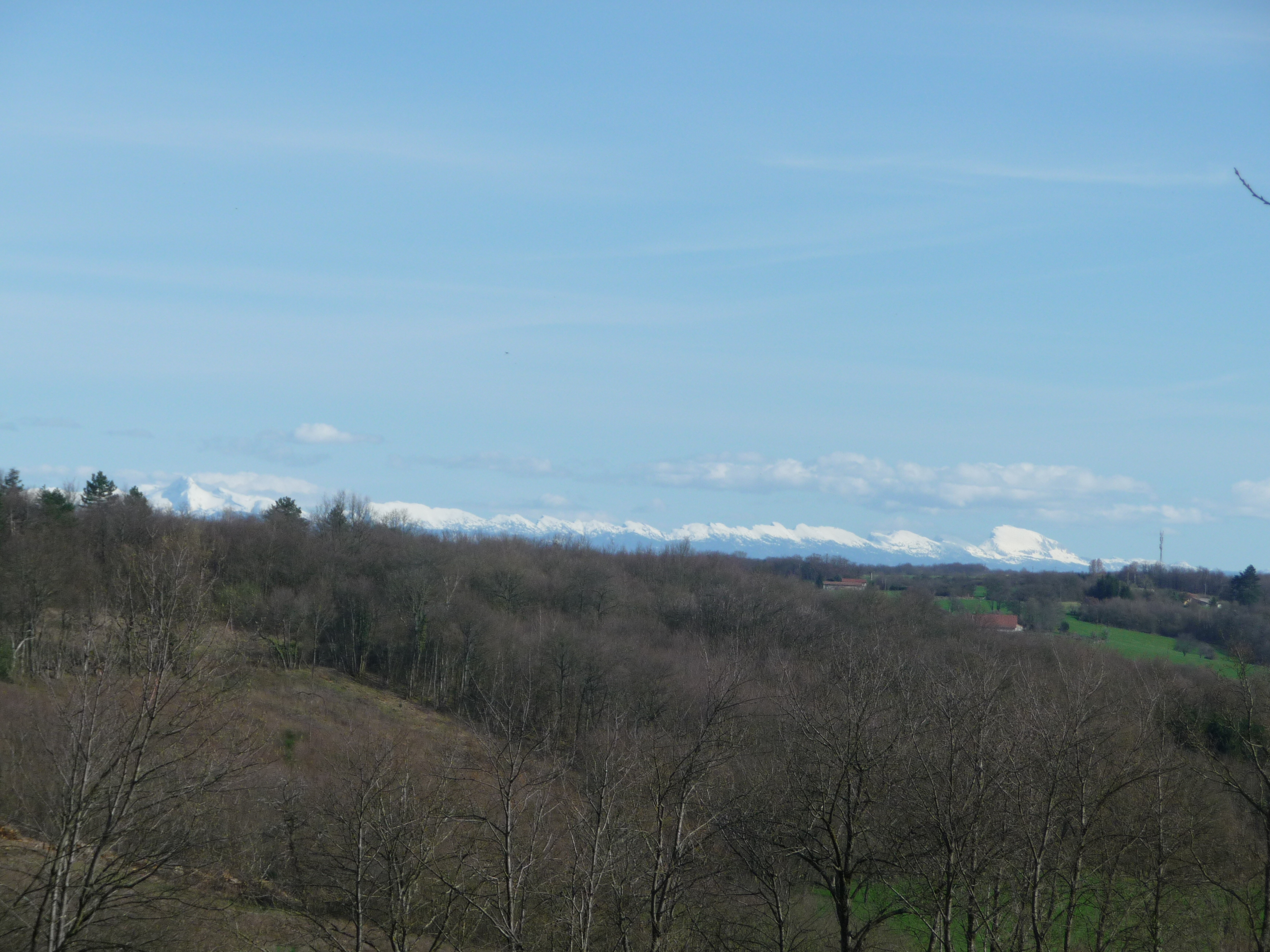
Le Vercors depuis les hauteurs.

- La forêt domaniale des Blaches classée en zone naturelle d'intérêt écologique, faunistique et floristique (ZNIEFF) dans son ensemble et qui héberge de nombreuses espèces animales et végétales[20].

### Héraldique
|  | Cour-et-Buis possède des armoiries dont l'origine et le blasonnement exact ne sont pas disponibles. |